# Konecranes Lifttrucks AB
Konecranes Lifttrucks AB är ett svensk verkstadsindustriföretag, som ägs av finländska Konecranes. Lifttrucks har huvudkontor i Markaryd och produktion i Markaryd, i industrizonen Lingang 75 kilometer sydost om Shanghai i Kina samt från 2017 i Montceau-les-Mines i Frankrike. Företaget tillverkar och säljer gaffeltruckar (10–60 ton), containerstaplare och reachstackers. Omsättningen låg 2018 på 2,0 miljarder kronor och antalet anställda var 225.
Företaget grundades 1949 av Bengt Sundberg under namnet Silverdalens Mekaniska Verkstad i Silverdalen/Lönneberga i Hultsfreds kommun och började tillverka gaffeltruckar 1952. Företaget hette SMV Lifttrucks AB  från omkring 1994  fram till 2006, då det efter att ha köpts av Konecranes 2004 bytte namn. Namnet "SMV" används nu som produktbeteckning.